# Загублене шосе
Загублене шосе (англ. Lost Highway; відомий також як Шосе в нікуди) — містичний трилер-нуар Девіда Лінча, знятий за спільним сценарієм з Баррі Гіффордом. До цього Баррі Гіффорд написав оповідання, що лягло в основу фільму Лінча «Дикі серцем». Фільм також примітний останньою появою Річарда Прайора і Джека Ненсі. Музику до фільму написав Анджело Бадаламенті. Назву фільму, «Lost Highway», Лінч знайшов в оповіданні Гіффорда «Нічні люди».
Український переклад зробила Студія «Омікрон» на замовлення Гуртом.

## Сюжет
Сюжет фільму побудовано за принципом стрічки Мебіуса. Девід Лінч дав таку підказку щодо сценарію фільму: «„Загублене шосе“ — це історія про вбивцю-шизофреніка з великою кількістю учасників, яку розказали з різних точок зору ці ж учасники».
Фред Медісон відповідає на дзвінок у двері й чує по внутрішньому зв'язку слова «Дік Лоран помер». Фред — клубний саксофоніст. У нього напружені стосунки з дружиною Рене, яку він підозрює в подружній зраді.
Одного разу вранці Рене Медісон виявляє біля порога свого будинку відеокасету, на якій знято їхній будинок. Камера наближається до їхнього будинку, і плівка обривається. Хоча Медісони припустили, що це надійшло від їхнього агента з нерухомості, наступного ранку Рене знаходить другу відеокасету. Після такого ж початку камера рухається через вітальню в спальню, де зображує подружжя, що спить на ліжку.
Двоє поліцейських детективів, Ол і Ед, прибувають для розслідування, але вони не в змозі розв'язати загадку, оскільки немає ніяких ознак проникнення в будинок. Під час опитування Фред заявляє, що в будинку немає відеокамери, оскільки йому «подобається пам'ятати події так, як ті йому запам'яталися … не обов'язково, як вони відбулися». Також Фред сказав, що сигналізацію в будинку було відключено через часте помилкове спрацьовування, проте детективи порадили їм тепер включити її. Поліціянти встановлюють спостереження за будинком.
На вечірці в Енді Фреду здається, що його дружина має любовний зв'язок саме з господарем вечірки. Поки Рене розважається у своїй компанії, до Фреда підходить неприємний на вигляд блідий чоловік. Фред і Таємничий Чоловік починають загадкову розмову, в якій Таємничий Чоловік заявляє, що вони зустрічалися й раніше, а сам він перебуває в цей час у будинку Фреда. Коли Фред називає його слова нісенітницею, Таємничий Чоловік дає йому мобільний телефон, Фред дзвонить до себе додому і чує голос цього ж чоловіка з телефонної слухавки. Фред хоче дізнатися, як він може перебувати у двох місцях одночасно і як той потрапив у будинок, але Таємничий Чоловік іде геть, не давши відповіді. Енді припускає, що це, ймовірно, «друг Діка Лорана».
Фред разом із дружиною негайно покидає вечірку. Йому здається, що в будинку хтось є, тож він проводить огляд будинку, але нікого не знаходить. Цієї ночі, мабуть, збувається кошмарний сон Фреда, в якому він шукає по всьому будинку Рене, яка кличе його на допомогу, але в підсумку знаходить у своєму ліжку когось схожого на дружину замість Рене.
Вранці Фред знаходить третю відеокасету. Після такого ж початку на екрані він бачить свою спальню і себе біля закривавленого, розтерзаного тіла Рене. Наступної миті Фред отримує удар в обличчя. Він бачить перед собою двох детективів, Ола і Еда, які називають його вбивцею. Фред заявляє про свою невинність і не вірить у те, що здатен убити власну дружину.
Фреда ув'язнюють за вбивство Рене, він заперечує свою причетність, але суд присяжних засуджує його до смертної кари на електричному стільці. У камері у Фреда починаються сильні головні болі, він не може спати. Якось вночі він бачить видіння: будинок палає в пустелі, від чого він відчуває сильний біль. Видіння обривається спалахами блискавок.
Вранці охоронці знаходять у камері замість Фреда Медісона якогось Піта Дейтона. Ніхто не розуміє, як це пояснити. Оскільки Дейтон не скоював злочинів, його відпускають і він повертається додому до матері та батька. За Пітом встановлюють цілодобове спостереження, яке ведуть два детективи, Генк і Лу.
Піт повертається на свою роботу в гараж Арні. Там його відвідує постійний клієнт Містер Едді, місцевий гангстер. Один із поліціянтів впізнає гангстера і називає його іншим ім'ям: Дік Лоран.
Якось вранці Містер Едді приїжджає в гараж разом зі своєю коханкою Еліс Вейкфілд (точною копією Рене Медісон, тільки не брюнеткою, а блондинкою), що буквально зачаровує Піта. Ввечері вона повертається в гараж, аби забрати полагоджену машину. У Піта й Еліс починається бурхливий роман.
Стає очевидним, що Піт має симптоми психічного стресу, схожі на ті, що відчував Фред. Піт не пам'ятає нічого про ту ніч, коли він раптово опинився у в'язниці. Його батьки знають, що тоді сталося, але відмовляються розповісти йому з невідомої причини. Подруга Піта Шейла звинувачує його у зраді з невідомою жінкою. Містер Едді натякає, що він підозрює про любовний зв'язок Піта та Еліс, і якщо застукає їх разом, то вб'є обох.
Еліс тим часом все ж таки зустрічається з Пітом і розповідає, що Містер Едді змусив її зніматися у порнографії. Еліс пропонує втекти, аби врятуватися від помсти гангстера. Згідно з її планом, цього вечора треба пограбувати Енді (того самого, який влаштовував вечірку на початку фільму), що займається зніманням порнофільмів разом із Містером Едді. Вкрадені речі потім треба буде продати знайомому Еліс торговцю, після чого у парочки почнеться життя з чистого аркуша.
Повернувшись додому, Піт відповідає на телефонний дзвінок. Телефонує Містер Едді, який повторює свої погрози. Раптово до розмови приєднується Таємничий Чоловік, що перебуває поряд із Містером Едді й каже: «На Сході, коли людину засуджують до смертної кари, її запроторюють у місце, звідки неможливо вибратися, і невідомо, коли кат опиниться за її спиною …»
Піт відправляється в будинок Енді. Після розваги з Еліс Енді спускається на перший поверх, де Піт його ненавмисно вбиває. Поки Піт шокований і усвідомлює те, що сталося, Еліс збирає коштовності. Піт виявляє фотографію, де Еліс і Рене разом із Містером Едді та Енді, і йому здається, що Еліс зрадить його.
Піт і Еліс їдуть з награбованим на машині Енді у пустелю нічним шосе. Вони зупиняються біля будинку, точно такого ж, який привидівся Фреду в тюремній камері. Але в будинку поки що нікого немає. В очікуванні торговця Еліс і Піт займаються сексом при світлі фар. Піт каже, що Еліс потрібна йому, але після оргазму подруга заявляє: «Ти ніколи не отримаєш мене», після чого заходить в будинок.
Коли Піт Дейтон підводиться з піску, він перетворюється назад у Фреда Медісона. Фред також іде в будинок, де зустрічає Таємничого Чоловіка, але Еліс ніде не видно. Фред запитує, де вона. Таємничий Чоловік каже: «Її звуть Рене, якщо вона назвалася Еліс, значить вона збрехала». Таємничий Чоловік направляє відеокамеру прямо на Фреда, який перелякано вибігає з будинку, сідає в машину і їде. Фред прямує до готелю «Загублене шосе», в одному з номерів якого Дік Лоран / Містер Едді розважається з Рене / Еліс. Після відходу Рене / Еліс, Фред вривається до кімнати, б'є Лорана і, погрожуючи пістолетом, кидає в багажник авта. Від'їхавши далеко в пустелю, Фред відкриває багажник, з якого несподівано вистрибує Лоран і, поваливши супротивника на землю, починає його душити. Невідомий чоловік вкладає в руку Фреда ніж, яким той завдає Лорану смертельний удар в шию.
Фред скидає з себе пораненого Лорана, і бачить, що невідомим, який допоміг Фредові, виявляється Таємничий Чоловік. У його руках включений портативний телевізор, який він дає Лорану. На екрані йде порнографічний фільм із Рене / Еліс. Після цього Таємничий Чоловік вбиває Лорана двома пострілами, щось шепоче на вухо Фреду і зникає.
У будинок Енді прибуває поліція для розслідування вбивства. Серед чотирьох детективів Ол і Ед, Генк і Лу. Вони знаходять фотографію, де Рене з Енді й Лораном (ту саму, що бачив Піт Деймон раніше, але тепер на ній немає Еліс), яка доводить її зв'язок з чоловіками, а також є приводом для вбивства Рене Фредом. Відбитки Піта виявлено по всьому будинку й на тілі вбитого Енді. Один із детективів каже: «Я думаю, немає такого поняття, як випадковий збіг».
Вранці Фред під'їжджає до свого будинку, тисне кнопку дзвінка і по внутрішньому зв'язку промовляє слова «Дік Лоран помер». Він спускається сходами назад і зауважує двох детективів, Ола й Еда, що збираються заарештувати його. Фред застрибує в машину і намагається втекти від переслідування.
Фред їде нескінченним нічним шосе, прагнучи сховатися від великої кількості поліцейських машин, які переслідують його. Несподівано прямо в машині він починає кричати та битися в судомах, контури його голови стають нечіткими й розмитими, це супроводжується яскравими спалахами світла.

## Пояснення
Сюжет ґрунтується на знаменитому в США оповіданні Амброза Бірса «Випадок на мості через Совиний струмок», в якому ув'язненого під час Громадянської війни страчують на шибениці. При цьому жертва уявляє, що здійснює втечу і повертається додому. Факт, що втеча була галюцинацією людини при смерті, виявляється тільки в кінці розповіді.
Автор сценарію Баррі Гіффорд описує Таємничого Чоловіка як «продукт фантазії й першу видиму ознаку безумства Фреда».
Під час знімання представник видавця Дебора Вуліґер дійшла до ідеї про дисоціативну фугу. Цю ідею Лінч та Гіффорд включили у фільм. За словами Лінча «Людина з цим розладом створює у своїй голові повноцінну нову особистість, нових друзів, новий будинок, новий світ — вона повністю забуває минулу особистість». Гіффорд досліджував фугу разом із клінічним психологом у Стенфордському університеті, аби практично дізнатися основи хвороби. З цього моменту він і Лінч починають «створення сюрреалістичного, фантастичного світу, в якому Фред Медісон живе, ставши Пітом Дейтоном».

## Цікаві факти
- Відомі музиканти Мерилін Менсон і Твіґґі Рамірес з'являються ближче до кінця фільму в ролі порноакторів. Крім того, Генрі Роллінз з'являється у фільмі в ролі тюремного охоронця.
- Будинок Фреда Медісона і всі меблі в ньому в реальному житті належать Девіду Лінчу. Він шукав підходящу локацію для зйомок фільму, і довго не міг знайти таке місце. Знайшовши цей будинок (він був на продажі) Лінч придбав його, адже, за його словами, таким чином він міг організувати простір для зйомок під себе.
- 2002 року Лінч заявив, що на цей фільм його підсвідомо надихнув процес над О. Джей Сімпсоном. За його словами, він хотів передати у фільмі те, що, за його думкою, відчуває вбивця і як він може далі жити з цим тягарем.
- Початкова сцена фільму (дзвінок і повідомлення «Дік Лоран помер») виникла з реальної історії, яку Лінч пережив особисто.
- Двоє відомих американських кінокритиків Роджер Еберт і Джин Саскел поставили фільму вкрай низькі оцінки. У відповідь на це Лінч випустив додатковий постер, на якому зображено два пальці, що вказують вниз, і напис «Ще дві причини подивитися „Загублене шосе“». Пізніше Саскел заявив, що, на його думку, відповідь Лінча є недалекою. (I found it petty.)
- Відраза до портативних відеокамер, яку відчуває Фред Медісон, притаманна й самому Лінчу.
- Кінокомпанія CiBy 2000 випустила «Загублене шосе» на екрани з великою затримкою, через що фільм не було представлено на відомих кінофестивалях.
- Австрійська композиторка Ольга Нойвірт 2003 року написала однойменну оперу за мотивами фільму.

## В ролях
- Білл Пуллман — Фред Медісон
- Балтазар Гетті — Піт Дейтон
- Патриція Аркетт — Рене Медісон / Еліс Вейкфілд
- Роберт Лоджа — Містер Едді / Дік Лоран
- Роберт Блейк — Таємничий Чоловік
- Наташа Грегсон-Вагнер — Шейла
- Річард Прайор — Арні
- Люсі Батлер — Кенданс Дейтон, мати Піта
- Гері Б'юзі — Вільям Дейтон, батько Піта
- Джон Розеліус — Ол
- Луїс Епполіто — Ед
- Карл Сандстром — Генк
- Джон Соларі — Лу
- Мерилін Менсон — порноактор № 1
- Твіггі Рамірез — порноактор № 2
- Ліза Бойл — Меріен
- Джек Ненс — Філ
- Дженіфер Сайм„— наркоманка

## Саундтрек
1. Девід Боуї — I'm Deranged (Edit)
2. Трент Резнор — Videodrones; Questions
3. Nine Inch Nails — The Perfect Drug
4. Анджело Бадаламенті — Red Bats With Teeth
5. Анджело Бадаламенті — Haunting & Heartbreaking
6. The Smashing Pumpkins — Eye
7. Анджело Бадаламенті — Dub Driving
8. Баррі Адамсон — Mr. Eddy's Theme 1
9. Лу Рід — This Magic Moment
10. Баррі Адамсон — Mr. Eddy's Theme 2
11. Анджело Бадаламенті — Fred And Renee Make Love
12. Marilyn Manson — Apple Of Sodom
13. Антоніо Карлос Жобім — Insensatez
14. Баррі Адамсон — Something Wicked This Way Comes (Edit)
15. Marilyn Manson — I Put A Spell On You
16. Анджело Бадаламенті — Fats Revisited
17. Анджело Бадаламенті — Fred's World
18. Rammstein — Rammstein (Edit)
19. Баррі Адамсон — Hollywood Sunset
20. Rammstein — Heirate Mich (Edit)
21. Анджело Бадаламенті — Police
22. Трент Резнор — Driver Down
23. Девід Боуї — I'm Deranged (Reprise)

Пісня This Mortal Coil «Song to the Siren», яка звучить у фільмі, не увійшла до офіційного саундтрека.